# ARPU
ARPU（エーアールピーユー〈「アープ」の発音事例もある〉英語: Average Revenue Per User）は、電気通信事業者の1契約あたりの売上をあらわす指標である。一般的にPHS含む携帯電話について用いるが、電話会社やインターネットサービスプロバイダに用いることもある。本項は携帯電話のARPUについて解説する。

## 概要
1か月単位で表すことが多く、この場合はARPUと月額利用料金は同義となる。ナビダイヤルの通話料金やコンテンツ情報料など、他社の課金徴収代行に該当する金額は除く。事業者の業績評価に重要な指標のひとつである。
音声ARPUとデータARPUがあり、合計して総合ARPUと称する。単にARPUを用いる場合は総合ARPUを指す。音声ARPUは基本料金と通話料を合計した通話に関する料金、データARPUは基本料金とデータ通信料を合計した通信に関する料金である。
業績の評価は「AMPU」（Average Margin Per User：1契約あたりの月間粗利益）を使うべきだとする意見もある。

## 各国のARPU
主要国の状況
- 日本

NTTドコモ、Au、ソフトバンクの主要3社を平均すると、2004年度は総合7,005円、データ1,822円で、2008年度は総合5,425円、データ2,209円に減少した。音声ARPUは将来性が見込めず、各社は有料や大容量のコンテンツを整備してデータARPUの拡大に腐心している。
- 中国

2006年度は平均77RMBで、2009年度は平均69RMBに減少した。元来ARPUが低いプリペイド契約のユーザーが多く、新規業者の参入が続き競争の激化して低下傾向が続いている。
- 韓国

3社が参入しており、2008年第2四半期で平均41100ウォン程度である。
- インド

2008年度は、GSM携帯が220ルピー、CDMA携帯で110ルピー程度である。
- アメリカ

2009年度は48.65ドルで、1990年代から大きな変化はない。
- ヨーロッパ

フランスは2007年度で55ユーロ、ドイツはT-mobileが2009年度で14.89ユーロなど、国によって大きく異なる。